# Cantó de Le Daurat
El cantó de Le Daurat és un cantó francès del departament de l'Alta Viena, situat al districte de Belac. Té 12 municipis i el cap és Le Daurat.

## Municipis
- Asac le Ríu
- La Baseuge
- La Crotz
- Darnac
- Dinçac
- Le Daurat
- Orador Sent Genès
- Sent Oen
- Sent Sòrnin la Marcha
- Terçanes
- Tiat
- Verneulh Mostiér

## Història
| Data d'elecció                           | Identitat        | Partit        | Qualitat |
| ---------------------------------------- | ---------------- | ------------- | -------- |
| 1964-1970                                | Robert Bapt      | Divers gauche |          |
| 1970-1976                                | Bertrand Clisson | Divers droite |          |
| 1988-2001                                | Raymond Bidaud   | PS            |          |
| 2001-                                    | Yvonne Jardel    | Divers droite |          |
| les dades anteriors no són pas conegudes |                  |               |          |
|                                          |                  |               |          |

## Demografia
| 1962  | 1968  | 1975  | 1982  | 1990  | 1999  | 2006  |
| ----- | ----- | ----- | ----- | ----- | ----- | ----- |
| 6.362 | 6.752 | 6.232 | 5.685 | 5.280 | 4.686 | 4.556 |